# Национальный музей Сингапура
Национальный музей Сингапура (кит. 新加坡国家博物院) — старейший музей в Сингапуре. История данного заведения начинается в 1849 году, когда оно было создано как одна из секций библиотеки Сингапурского института. После нескольких переездов музей наконец разместился в 1887 году в своём современном здании на Стэмфорд-Роуд.
Данное учреждение является одним из четырёх национальных музеев страны, наряду с двумя Музеями азиатских цивилизаций и Сингапурским художественным музеем. Национальный музей Сингапура специализируется на выставках, связанных с историей самого Сингапура. Своё современное название музей получил в 1965 году. В течение краткого периода времени между 1993 годом и мартом 2006 года он был известен как Сингапурский исторический музей, но затем вернулся к своему прежнему названию.
После трёх с половиной лет реставрационных работ музей официально был открыт президентом Сингапура С. Раманатханом и министром информации, связи и искусств Ли Бун Янгом 7 декабря 2006 года.
В музее в настоящее время экспонируются, в частности, одиннадцать ценных артефактов. Среди них Сингапурский камень, Золотые орнаменты Священного холма с Восточной Явы, дагерротип города Сингапура (одна из самых ранних фотографий столицы), завещание Абдуллаха бин Абдула Кадира, портреты сэра Фрэнка Этельстейна Светтенхама и Шентона Томсона, бывшего губернатора Сингапура, и прочие.